# Zastupitelstvo města Tábora
Zastupitelstvo města Tábora je voleným orgánem Tábora. Je složeno z 27 členů, kteří jsou voleni v rámci voleb do zastupitelstev obcí na 4 roky.
Zastupitelstvo zasedá v budově městského úřadu na Husově náměstí, schází se většinou jednou měsíčně (např. v roce 2020 se má sejít devětkrát). Zasedání jsou veřejná a je z nich pořizován zvukový záznam, který je dostupný na webových stránkách města. Od roku 2018 se provádějí živé přenosy na Facebooku Pirátské strany.

## Rada města (od roku 2022)
Na radnici vládne koalice hnutí Tábor 2020, koalice Společně pro Tábor (ODS+TOP09) a Pirátů, která je výsledkem povolebních jednáních po volbách 2022.
V červnu 2023 na post člena rady i zastupitelstva města rezignoval Václav Klecanda a to z osobních důvodů. Nahradil jej Jan Příbramský. V lednu 2025 bylo oznámeno, že Jiří Horecký, vystoupil z ODS, přesto se rozhodl zůstal ve funkci radního i zastupitele.
| Portfej           | Člen rady                   | Strana                |
| ----------------- | --------------------------- | --------------------- |
| Starosta          | Štěpán Pavlík               | T2020                 |
| 1. místostarostka | Lenka Horejsková            | TOP 09                |
| 2. místostarosta  | Martin Mareda               | Piráti                |
| 3. místostarosta  | Radoslav Kacerovský         | T2020                 |
| Člen rady         | František Korbel            | T2020                 |
| Členka rady       | Ivana Mizerová              | T2020                 |
| Člen rady         | Jiří Horecký                | dříve ODS / nezávislý |
| Členka rady       | Martina Smětáková           | ODS                   |
| Člen rady         | Václav Klecanda (2022-2023) | Piráti                |
| Člen rady         | Jan Příbramský (od 2023)    | Piráti                |

## Výbory zastupitelstva a městské komise
| Portfej                                            | Předseda výboru/komise    | Strana     |
| -------------------------------------------------- | ------------------------- | ---------- |
| Kontrolní výbor zastupitelstva                     | Miroslav Ryba             | ANO        |
| Finanční výbor zastupitelstva                      | Soňa Šicnerová            | ANO        |
| Komise dopravy                                     | Jakub Valeš               | Tábor 2020 |
| Komise pro výchovu a vzdělávání                    | Romana Krůčková           | TOP09      |
| Komise Zdravého města a MA21                       | Jiří Průcha               | TOP09      |
| Komise bytová                                      | Lucia Kopřivová Markovová | Tábor 2020 |
| Komise sociální a pro menšiny, cizince a uprchlíky | Martin Mareda             | Piráti     |
| Komise pro bezpečnost a prevenci kriminality       | Jaroslav Drda             | ODS        |
| Komise pro cestovní ruch a partnerskou spolupráci  | Irena Ravandi             | ODS        |
| Komise kulturní                                    | Petr Kukla                | Tábor 2020 |
| Komise pro architekturu a urbanismus města Tábora  | Martin Kraus              | Tábor 2020 |
| Komise životního prostředí                         | Žaneta Šišková            | Tábor 2020 |
| Komise tělovýchovy                                 | Zdeněk Krátký             | nestraník  |

## Seznam členů zastupitelstva
Všichni zastupitelé byli zvoleni ve volbách do zastupitelstva v roce 2022, až na Kryštofa Kothbauera (TOP09), který nahradil odstoupivšího Jiřího Leška (ODS).
| Zastupitel(ka)            | Strana                     | Počet hlasů ve volbách | Pořadí na kandidátů | Pořadí na kandidátů | Pozice                                                                                  |
| Zastupitel(ka)            | Strana                     | Počet hlasů ve volbách | na kandidátce       | výsledné            | Pozice                                                                                  |
| ------------------------- | -------------------------- | ---------------------- | ------------------- | ------------------- | --------------------------------------------------------------------------------------- |
| Štěpán Pavlík             | Tábor 2020                 | 3 391                  | 1.                  | 1.                  | Starosta                                                                                |
| František Korbel          | Tábor 2020                 | 3 297                  | 3.                  | 2.                  | Člen rady města                                                                         |
| Jakub Valeš               | nestr. / Tábor 2020        | 3 222                  | 6.                  | 3.                  |                                                                                         |
| Radoslav Kacerovský       | Tábor 2020                 | 3 093                  | 4.                  | 4.                  | 3. místostarosta                                                                        |
| Lucie Kopřivová Markovová | nestr. / Tábor 2020        | 3 063                  | 2.                  | 5.                  |                                                                                         |
| Jan Čulík                 | Tábor 2020                 | 2 953                  | 5.                  | 6.                  |                                                                                         |
| Matěj Pospíchal           | nestr. / Tábor 2020        | 2 877                  | 7.                  | 7.                  |                                                                                         |
| Ivana Mizerová            | nestr. / Tábor 2020        | 2 882                  | 8.                  | 8.                  | Členka rady města                                                                       |
| Martin Kraus              | nestr. / Tábor 2020        | 2 954                  | 9.                  | 9.                  |                                                                                         |
| Alena Heršálková          | nestr. / ANO 2011          | 2 960                  | 2.                  | 1.                  |                                                                                         |
| Miroslav Ryba             | ANO 2011                   | 2 807                  | 1.                  | 2.                  | Předseda kontrolního výboru                                                             |
| Milan Breda               | ANO 2011                   | 2 698                  | 3.                  | 3.                  |                                                                                         |
| Soňa Šicnerová            | nestr. / ANO 2011          | 2 629                  | 4.                  | 4.                  | Předsedkyně finančního výboru                                                           |
| Jaroslav Jankovský        | ANO 2011                   | 2 548                  | 5.                  | 5.                  |                                                                                         |
| Štěpán Kadilák            | nestr. / ANO 2011          | 2 634                  | 6.                  | 6.                  |                                                                                         |
| Jiří Depta                | ANO 2011                   | 2 456                  | 7.                  | 7.                  | Člen kontrolního výboru                                                                 |
| Miroslav Novák            | ANO 2011                   | 2 495                  | 8.                  | 8.                  |                                                                                         |
| Martin Mareda             | Piráti                     | 1 305                  | 1.                  | 1.                  | 2. místostarosta                                                                        |
| Václav Klecanda           | Piráti                     | 927                    | 3.                  | 2.                  | Člen rady města                                                                         |
| Jiří Horecký              | Společně pro Tábor (ODS)   | 1 988                  | 1.                  | 1.                  | Člen rady města                                                                         |
| Lenka Horejsková          | Společně pro Tábor (TOP09) | 1 862                  | 2.                  | 2.                  | 1. místostarostka                                                                       |
| Martina Šmětáková         | Společně pro Tábor (ODS)   | 1 601                  | 3.                  | 3.                  | Členka rady města                                                                       |
| Kryštof Kothbauer         | Společně pro Tábor (TOP09) | 1 427                  | 4.                  | 5.                  | Nahradil Jiřího Leška (ODS), který rezignoval z osobních důvodů. Člen finančního výboru |
| Olga Bastlová             | Šance pro Tábor (ČSSD)     | 1 996                  | 1.                  | 1.                  | Členka finančního výboru                                                                |
| Václav Ebert              | Šance pro Tábor (KSČM)     | 1 633                  | 2.                  | 2.                  |                                                                                         |
| Petr Bohuslávek           | Šance pro Tábor (SPD)      | 1 512                  | 3.                  | 3.                  |                                                                                         |
| Antonín Snášel            | Šance pro Tábor (ČSSD)     | 1 366                  | 4.                  | 4.                  | Člen kontrolního výboru                                                                 |

## Volební historie

### Jednotlivě

#### Volby v letech 1853-1918
konaly se každé tři roky

#### Volby v letech 1918-1948
1919 • 1923 • 1928 • 1932 • 1946

#### Volby po roce 1990
1990 • 1994 • 1998 • 2002 • 2006 • 2010 • 2014 • 2018 • 2022

### Dle rozdělovaných mandátů
Přehled zastoupení zastupitelstva dle získaných mandátů.

#### Volby 1919
36 mandátů
| 12   | 10  | 1 | 3   | 10   |
| ČSSD | ČSS | D | ČSL | ČsND |

#### Volby 1923
36 mandátů
| 7   | 2 | 5   | 3   | 1 | 4   | 5   | 9    |
| KSČ | Č | ČSS | Leg | D | Živ | ČSL | ČsND |

#### Volby 1928
36 mandátů
| 5   | 6    | 8    | 1 | 2 | 1 | 3   | 5   | 1 | 4    |
| KSČ | ČSSD | ČSNS | N | K | D | Živ | ČSL | R | ČsND |

#### Volby 1932
36 mandátů
| 4   | 3    | 15   | 1 | 3   | 3   | 1 | 5    | 1 |
| KSČ | ČSSD | ČSNS | D | Živ | ČSL | R | ČsND | L |

#### Volby 1946
36 mandátů
| 12  | 5    | 15   | 4   |
| KSČ | ČSSD | ČSNS | ČSL |

#### Volby 1990
30 mandátů
| 7   | 2   | 2   | 1 | 3  | 1 | 1 | 2   | 2   | 1 | 6  | 2   |
| KSČ | NSS | HRŽ | Z | SZ | S | L | SČP | ČSL | K | OF | RSČ |

#### Volby 1994
21 mandátů
| 4    | 1 | 2    | 3   | 1 | 1 | 3   | 6   |
| KSČM | D | ČSSD | SNK | Č | D | ODA | ODS |

#### Volby 1998
21 mandátů
| 3    | 4    | 1 | 4   | 1 | 1  | 1 | 1  | 5   |
| KSČM | ČSSD | Č | SNK | Č | US | O | SK | ODS |

#### Volby 2002
27 mandátů
| 4    | 5    | 3   | 6     | 2  | 7   |
| KSČM | ČSSD | SNK | T2002 | US | ODS |

#### Volby 2006
27 mandátů
| 4    | 5    | 2  | 7     | 9   |
| KSČM | ČSSD | SZ | T2020 | ODS |

#### Volby 2010
27 mandátů
| 4    | 6    | 2  | 6     | 3   | 6   |
| KSČM | ČSSD | SZ | T2020 | TOP | ODS |

#### Volby 2014
27 mandátů
| 4    | 4    | 4   | 3  | 8     | 2   | 2   |
| KSČM | ČSSD | ANO | SZ | T2020 | TOP | ODS |

#### Volby 2018
27 mandátů
| 2   | 1 | 6   | 4      | 3      | 3   | 6     | 2   |
| KSČ | Č | ANO | Piráti | Zelení | SNK | T2020 | ODS |

#### Volby 2022
27 mandátů
| 1 | 1 | 2 | 8   | 2 | 9     | 2   | 2   |
| K | S | Č | ANO | P | T2020 | TOP | ODS |